# 정치 가문

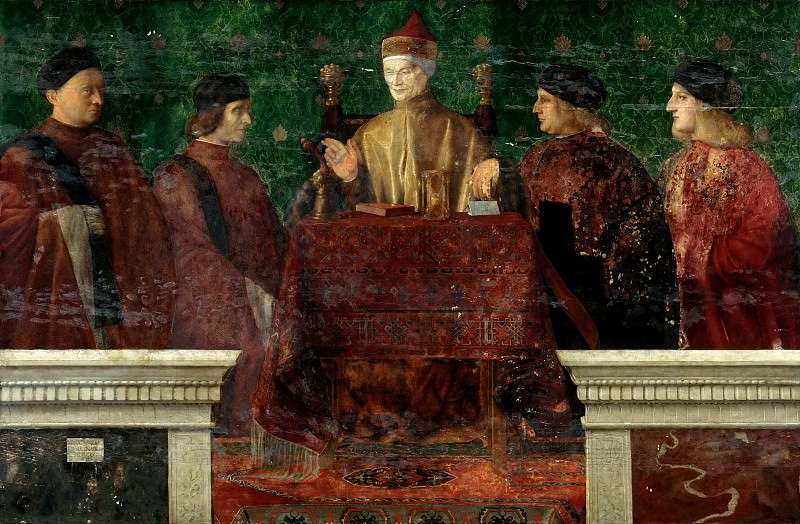
조반니 벨리니의 로레단 가의 초상화(1507)

정치 가문(政治家門, 영어: political family) 또는 정치 왕조(政治王朝, 영어: political dynasty)은 가족 구성원이 정치에 관여하는 가문을 뜻한다. 구성원은 혈연 또는 결혼으로 맺어진 관계일 수도 있고, 여러 세대 또는 여러 형제자매가 관련되어 있을 수도 있다.